# João de Lisle, 2.º Barão Lisle
João de Lisle, 2.º Barão Lisle (março de 1318 - 14 de outubro de 1355) foi um nobre inglês e comandante militar durante a Guerra dos Cem Anos, era um companheiro do futuro rei Eduardo III de Inglaterra, e uma dos fundadores, o oitavo Cavaleiro da Ordem da Jarreteira em 1348.
Aos 17 anos, ele foi premiado com um feudo, a fim de obter renda suficiente para sustentá-lo durante a Guerra dos Cem Anos. Em 1337, foi agraciado com outro feudo, em Harewood, por seu pai. A ele também foi concedido  seis homens armados e 400 Marcas por ano. Em 1340, ele estava na guerra em Flandres, onde lutou na Vironfosse.
Em 1345, de Lisle era um dos comandantes das forças inglesas no cerco de Nantes, e nos anos seguintes, lutou na Gasconha e em Crécy. 
Em 1350, após a morte do irmão mais velho de John de Lisle, ele foi convocado para o Parlamento como Barão de L'Isle de Rougemont. No ano seguinte, ele era conhecido como Lord de Harewood. Em 1352, foi-lhe concedido a custódia do Castelo de Cambridge e foi nomeado Sheriff de Cambridge e Huntingdon.
Em 1355, participou de Lisle de uma campanha na Gasconha, onde comandou o corpo principal da força inglesa. Durante a campanha, ele foi atingido por uma flecha e morreu.